# Монталегро
Монталѐгро (на италиански: Montallegro; на сицилиански: Muntallè, Мунтале) е село и община в Южна Италия, провинция Агридженто, автономен регион и остров Сицилия. Разположено е на 100 m надморска височина. Населението на общината е 2557 души (към 2010 г.).